# Steinbach (Haiger)
Steinbach ist ein Stadtteil von Haiger im mittelhessischen Lahn-Dill-Kreis.

## Geographie

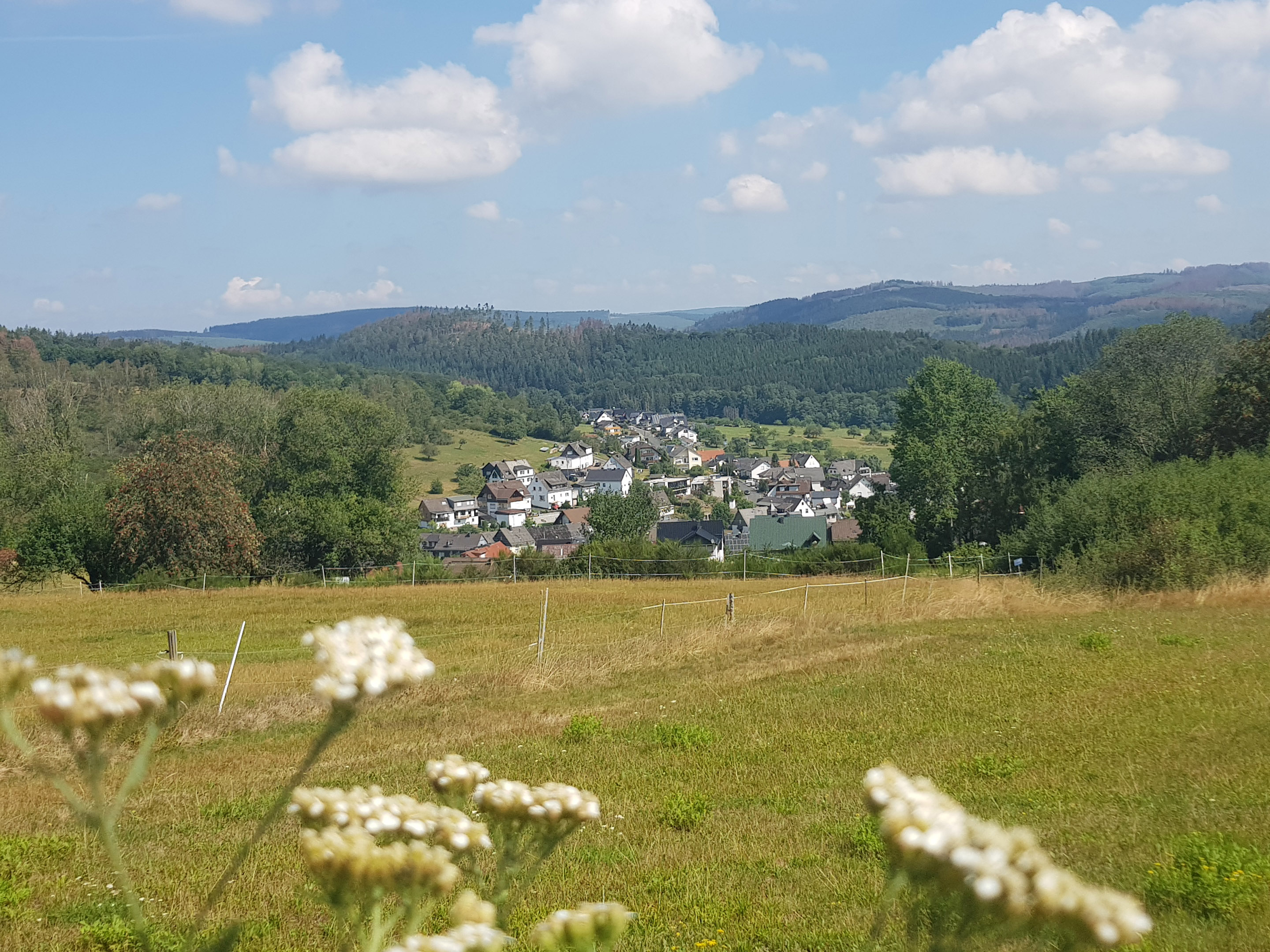
Blick auf Steinbach mit dem Oberen Dilltal im Hintergrund

Steinbach liegt, von Wald umgeben, nördlich von Haiger am Steinbach. Durch den Ort verlaufen keine Hauptdurchgangsstraßen.

## Geschichte

### Ortsgeschichte
Bekanntermaßen erstmals urkundlich erwähnt wurde das Dorf im Jahr 1354. Schon im 16. Jahrhundert wurden um das Dorf herum Erze abgebaut. Das letzte Bergwerk, die Grube Freudenzeche wurde 1954 stillgelegt. Im Jahr 1889 wurde ein Friedhof angelegt, dem 1939 ein neuer folgte. Dieser wurde 1971 mit dem Bau einer Friedhofshalle und 1989 komplett erweitert. 1923 lieferte das Elektrizitätswerk Siegerland dem Ort Strom. 1926 wurde die letzte Schule im Ort errichtet, in der bis 1975 unterrichtet wurde. Der Ort gehörte 1939 zum Dillkreis und hatte 448 Einwohner. 1957 wurde eine neue Kirche errichtet.
Im Jahr 1921 erfolgte die Gründung des TSV Steinbach, der seit 2015 in der Fußball-Regionalliga Südwest spielt. 1929 wurde die Freiwillige Feuerwehr Steinbach gegründet, 1970 der Skiclub.

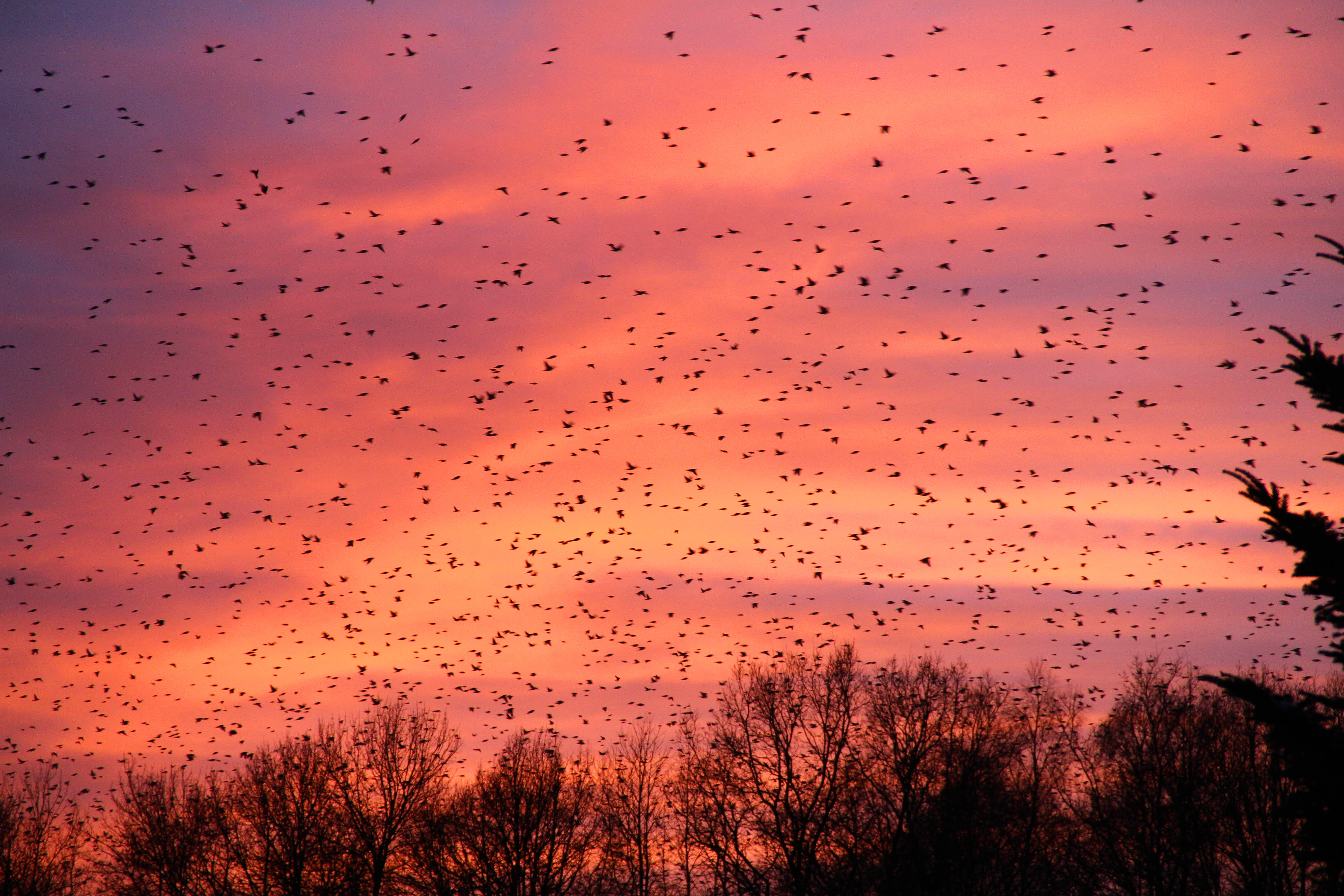
Bergfinken beim abendlichen Anflug zur Winter-Rast

Im Winter 2014/2015 wurde Steinbach bundesweit bekannt, weil Millionen Bergfinken dort überwinterten.
Ehemalige Bergwerke
Siehe Liste von Bergwerken in Haiger
Hessische Gebietsreform (1970–1977)
Im Zuge der Gebietsreform in Hessen wurde die bis dahin selbständige Gemeinde Steinbach am 1. Januar 1977 durch das Gesetz zur Neugliederung des Dillkreises, der Landkreise Gießen und Wetzlar und der Stadt Gießen in die Stadt Haiger eingegliedert. Ein Ortsbezirk nach der Hessischen Gemeindeordnung wurde für Steinbach nicht errichtet.

### Verwaltungsgeschichte im Überblick
Die folgende Liste zeigt die Herrschaftsgebiete und Staaten, in denen Steinbach lag, bzw. die Verwaltungseinheiten, denen es unterstand:
- vor 1739: Heiliges Römisches Reich, Grafschaft/Fürstentum Nassau-Dillenburg, Amt Dillenburg mit Gericht Haiger
- ab 1739: Heiliges Römisches Reich, Fürstentum Nassau-Diez, Amt Dillenburg mit Gericht Haiger
- 1806–1813: Großherzogtum Berg, Département Sieg, Arrondissement Dillenburg, Kanton Dillenburg
- 1813–1815: Fürstentum Nassau-Oranien, Amt Dillenburg mit Gericht Haiger
- ab 1816: Herzogtum Nassau[Anm. 1], Amt Dillenburg
- ab 1849: Herzogtum Nassau, Kreisamt Herborn[Anm. 2]
- ab 1854: Herzogtum Nassau, Amt Dillenburg
- ab 1867: Norddeutscher Bund[Anm. 3], Königreich Preußen, Provinz Hessen-Nassau, Regierungsbezirk Wiesbaden, Dillkreis[Anm. 4]
- ab 1871: Deutsches Reich, Königreich Preußen, Provinz Hessen-Nassau, Regierungsbezirk Wiesbaden, Dillkreis
- ab 1918: Deutsches Reich, Freistaat Preußen, Provinz Hessen-Nassau, Regierungsbezirk Wiesbaden, Dillkreis
- ab 1932: Deutsches Reich, Freistaat Preußen, Provinz Hessen-Nassau, Regierungsbezirk Wiesbaden, Landkreis Dillenburg
- ab 1933: Deutsches Reich, Freistaat Preußen, Provinz Hessen-Nassau, Regierungsbezirk Wiesbaden, Dillkreis
- ab 1944: Deutsches Reich, Freistaat Preußen, Provinz Nassau, Dillkreis
- ab 1945: Amerikanische Besatzungszone, Groß-Hessen, Regierungsbezirk Wiesbaden, Dillkreis
- ab 1946: Amerikanische Besatzungszone, Hessen, Regierungsbezirk Wiesbaden, Dillkreis
- ab 1949: Bundesrepublik Deutschland, Hessen, Regierungsbezirk Wiesbaden, Dillkreis
- ab 1968: Bundesrepublik Deutschland, Land Hessen, Regierungsbezirk Darmstadt, Dillkreis
- ab 1977: Bundesrepublik Deutschland, Land Hessen, Regierungsbezirk Darmstadt, Lahn-Dill-Kreis[Anm. 5]
- ab 1981: Bundesrepublik Deutschland, Land Hessen, Regierungsbezirk Gießen, Lahn-Dill-Kreis. Stadt Haiger

### Bevölkerung
Einwohnerstruktur 2011
Nach den Erhebungen des Zensus 2011 lebten am Stichtag dem 9. Mai 2011 in Steinbach 924 Einwohner. Darunter waren 12 (1,3 %) Ausländer.
Nach dem Lebensalter waren 180 Einwohner unter 18 Jahren, 314 zwischen 18 und 49, 174 zwischen 50 und 64 und 153 Einwohner waren älter.
Die Einwohner lebten in 387 Haushalten. Davon waren 120 Singlehaushalte, 105 Paare ohne Kinder und 120 Paare mit Kindern, sowie 39 Alleinerziehende und 3 Wohngemeinschaften. In 69 Haushalten lebten ausschließlich Senioren und in 279 Haushaltungen lebten keine Senioren.
Einwohnerentwicklung
| Steinbach: Einwohnerzahlen von 1834 bis 2017 | Steinbach: Einwohnerzahlen von 1834 bis 2017 | Steinbach: Einwohnerzahlen von 1834 bis 2017 | Steinbach: Einwohnerzahlen von 1834 bis 2017 | Steinbach: Einwohnerzahlen von 1834 bis 2017 |
| --- | -------------------------------------------- | -------------------------------------------- | -------------------------------------------- | -------------------------------------------- |
| Jahr |                                              |                                              |                                              | Einwohner                                    |
| 1834 | 1834                                         |                                              | 221                                          | 221                                          |
| 1840 | 1840                                         |                                              | 239                                          | 239                                          |
| 1846 | 1846                                         |                                              | 258                                          | 258                                          |
| 1852 | 1852                                         |                                              | 251                                          | 251                                          |
| 1858 | 1858                                         |                                              | 283                                          | 283                                          |
| 1864 | 1864                                         |                                              | 264                                          | 264                                          |
| 1871 | 1871                                         |                                              | 238                                          | 238                                          |
| 1875 | 1875                                         |                                              | 255                                          | 255                                          |
| 1885 | 1885                                         |                                              | 277                                          | 277                                          |
| 1895 | 1895                                         |                                              | 296                                          | 296                                          |
| 1905 | 1905                                         |                                              | 341                                          | 341                                          |
| 1910 | 1910                                         |                                              | 350                                          | 350                                          |
| 1925 | 1925                                         |                                              | 402                                          | 402                                          |
| 1939 | 1939                                         |                                              | 432                                          | 432                                          |
| 1946 | 1946                                         |                                              | 500                                          | 500                                          |
| 1950 | 1950                                         |                                              | 506                                          | 506                                          |
| 1956 | 1956                                         |                                              | 540                                          | 540                                          |
| 1961 | 1961                                         |                                              | 589                                          | 589                                          |
| 1967 | 1967                                         |                                              | 680                                          | 680                                          |
| 1970 | 1970                                         |                                              | 696                                          | 696                                          |
| 1985 | 1985                                         |                                              | ?                                            | ?                                            |
| 1995 | 1995                                         |                                              | ?                                            | ?                                            |
| 2005 | 2005                                         |                                              | 922                                          | 922                                          |
| 2011 | 2011                                         |                                              | 924                                          | 924                                          |
| 2017 | 2017                                         |                                              | 811                                          | 811                                          |
| Datenquelle: Historisches Gemeindeverzeichnis für Hessen: Die Bevölkerung der Gemeinden 1834 bis 1967. Wiesbaden: Hessisches Statistisches Landesamt, 1968. Weitere Quellen: LAGIS; nach 1970: Stadt Haiger; Zensus 2011 |                                              |                                              |                                              |                                              |

Religionszugehörigkeit
| • 1885: | 244 evangelische (= 88,09 %), 27 katholische (= 9,75 %) und 6 andere (= 2,17 %) Christen       |
| • 1961: | 551 evangelische (= 93,55 %), 38 katholische (= 6,45 %) Einwohner                              |
| • 2005: | 590 evangelische (= 63,99 %), 52 katholische (= 5,64 %) und 295 sonstige (= 32,00 %) Einwohner |
| • 2017: | 470 evangelische (= 57,95 %), 45 katholische (= 5,55 %) und 296 sonstige (= 36,50 %) Einwohner |

## Kultur und Sehenswürdigkeiten

### Naturdenkmäler
Siehe Liste der Naturdenkmäler in Haiger-Steinbach

### Sport
Bekannt ist das Dorf vor allem durch die Herren-Fußballmannschaft TSV Steinbach Haiger des ortsansässigen Vereins TSV Steinbach.